# Doratura kusnezovi
Doratura kusnezovi är en insektsart som beskrevs av Vilbaste 1961. Doratura kusnezovi ingår i släktet Doratura och familjen dvärgstritar. Inga underarter finns listade i Catalogue of Life.